# Mordellistena monardi
Mordellistena monardi is een keversoort uit de familie spartelkevers (Mordellidae). De wetenschappelijke naam van de soort is voor het eerst geldig gepubliceerd in 1937 door Maurice Píc. Ze is genoemd naar Albert Monard, directeur van het natuurhistorisch museum van La Chaux-de-Fonds, leider van de Zwitserse wetenschappelijke expedities naar Angola in 1928-29 en 1932-33. De soort werd ontdekt tijdens de expeditie van 1932.